# Iglesia de San Miguel Arcángel (Tuineje)
La iglesia de San Miguel Arcángel de Tuineje, isla de Fuerteventura (Canarias, España) es el resultado de diversas ampliaciones producidas a lo largo de su historia.

## Historia
Su origen se inicia cuando los vecinos acuerdan construir una hermita bajo la advocación de San Miguel Arcángel, el 18 de septiembre de 1695, celebrándose misa en la misma, en marzo de 1702. Esta primera ermita debió ser de una sola nave, a dos aguas, sin capilla mayor y rodeada de un muro almenado, tal y como se aprecia en la pintura del banco del retablo que representa la Batalla de Tamacite, acaecida en 1740.
El 21 de marzo de 1764 sus feligreses deciden construir la capilla mayor, postergándose su edificación a 1782 a cargo del maestro Juan Cabrera de la Rosa. El 22 de diciembre de 1787, Tuineje quedó constituido en Beneficio independiente por decreto del obispo D. Antonio Martínez Plaza. Ya entonces la ermita tendría construida la capilla mayor y la torre de cantería oscura.
Para estar a la altura del nuevo rango como Iglesia de todo un Beneficio, los vecinos deciden ampliar el templo levantando la nave del evangelio, siendo probablemente el maestro de la nueva nave Manuel Rodríguez del Pino, tal y como insinúa un descargo de cuentas del siglo XVIII. Las paredes de esta nave fueron levantadas por los pedreros Juan Joseph y Diego Rosas y las nuevas esquinas las labró el pedrero José de Zerpa. La plantilla de la puerta de la Iglesia se debe al pintor carpintero Juan Bautista Bolaños y los pilares de cantería con sus arcos a los maestros Francisco Martín y su hijo Diego Martín.
Al construirse la nave izquierda, la torre sufrió, probablemente, un derrumbe parcial quedando sus restos fajados en medio del doble hastial. No corrió con igual suerte la capilla mayor de la nave antigua que se sorbió en ese tiempo para preparar sepulturas.
El 21 de marzo de 1764 sus feligreses deciden construir la capilla mayor, postergándose su edificación a 1782 a cargo del maestro Juan Cabrera de la Rosa. El 22 de diciembre de 1787, Tuineje quedó constituido en Beneficio independiente por decreto del obispo D. Antonio Martínez Plaza. Ya entonces la ermita tendría construida la capilla mayor y la torre de cantería oscura.
Para estar a la altura del nuevo rango como Iglesia de todo un Beneficio, los vecinos deciden ampliar el templo levantando la nave del evangelio, siendo probablemente el maestro de la nueva nave Manuel Rodríguez del Pino, tal y como insinúa un descargo de cuentas del siglo XVIII. Las paredes de esta nave fueron levantadas por los pedreros Juan Joseph y Diego Rosas y las nuevas esquinas las labró el pedrero José de Zerpa. La plantilla de la puerta de la Iglesia se debe al pintor carpintero Juan Bautista Bolaños y los pilares de cantería con sus arcos a los maestros Francisco Martín y su hijoSu origen se inicia cuando los vecinos acuerdan construir una hermita bajo la advocación de San Miguel Arcángel, el 18 de septiembre de 1695, celebrándose misa en la misma, en marzo de 1702. Esta primera ermita debió ser de una sola nave, a dos aguas, sin capilla mayor y rodeada de un muro almenado, tal y como se aprecia en la pintura del banco del retablo que representa la Batalla de Tamacite, acaecida en 1740.
```
Diego Martín.
```

Al construirse la nave izquierda, la torre sufrió, probablemente, un derrumbe parcial quedando sus restos fajados en medio del doble hastial. No corrió con igual suerte la capilla mayor de la nave antigua que se sorbió en ese tiempo para preparar sepulturas.
Su origen se inicia cuando adrian los vecinos acuerdan construir una hermita bajo la advocación de San Miguel Arcángel, el 18 de septiembre de 1695, celebrándose misa en la misma, en marzo de 1702. Esta primera ermita debió ser de una sola nave, a dos aguas, sin capilla mayor y rodeada de un muro almenado, tal y como se aprecia en la pintura del banco del retablo que representa la Batalla de Tamacite, acaecida en 1740.
El 21 de marzo de 1764 sus feligreses deciden construir la capilla mayor, postergándose su edificación a 1782 a cargo del maestro Juan Cabrera de la Rosa. El 22 de diciembre de 1787, Tuineje quedó constituido en Beneficio independiente por decreto del obispo D. Antonio Martínez Plaza. Ya entonces la ermita tendría construida la capilla mayor y la torre de cantería oscura.
Para estar a la altura del nuevo rango como Iglesia de todo un Beneficio, los vecinos deciden ampliar el templo levantando la nave del evangelio, siendo probablemente el maestro de la nueva nave Manuel Rodríguez del Pino, tal y como insinúa un descargo de cuentas del siglo XVIII. Las paredes de esta nave fueron levantadas por los pedreros Juan Joseph y Diego Rosas y las nuevas esquinas las labró el pedrero José de Zerpa. La plantilla de la puerta de la Iglesia se debe al pintor carpintero Juan Bautista Bolaños y los pilares de cantería con sus arcos a los maestros Francisco Martín y su hijo Diego Martín.
Al construirse la nave izquierda, la torre sufrió, probablemente, un derrumbe parcial quedando sus restos fajados en medio del doble hastial. No corrió con igual suerte la capilla mayor de la nave antigua que se sorbió en ese tiempo para preparar sepulturas.
Su origen se inicia cuando adrian los vecinos acuerdan construir una hermita bajo la advocación de San Miguel Arcángel, el 18 de septiembre de 1695, celebrándose misa en la misma, en marzo de 1702. Esta primera ermita debió ser de una sola nave, a dos aguas, sin capilla mayor y rodeada de un muro almenado, tal y como se aprecia en la pintura del banco del retablo que representa la Batalla de Tamacite, acaecida en 1740.
El 21 de marzo de 1764 sus feligreses deciden construir la capilla mayor, postergándose su edificación a 1782 a cargo del maestro Juan Cabrera de la Rosa. El 22 de diciembre de 1787, Tuineje quedó constituido en Beneficio independiente por decreto del obispo D. Antonio Martínez Plaza. Ya entonces la ermita tendría construida la capilla mayor y la torre de cantería oscura.
Para estar a la altura del nuevo rango como Iglesia de todo un Beneficio, los vecinos deciden ampliar el templo levantando la nave del evangelio, siendo probablemente el maestro de la nueva nave Manuel Rodríguez del Pino, tal y como insinúa un descargo de cuentas del siglo XVIII. Las paredes de esta nave fueron levantadas por los pedreros Juan Joseph y Diego Rosas y las nuevas esquinas las labró el pedrero José de Zerpa. La plantilla de la puerta de la Iglesia se debe al pintor carpintero Juan Bautista Bolaños y los pilares de cantería con sus arcos a los maestros Francisco Martín y su hijo Diego Martín.
Al construirse la nave izquierda, la torre sufrió, probablemente, un derrumbe parcial quedando sus restos fajados en medio del doble hastial. No corrió con igual suerte la capilla mayor de la nave antigua que se sorbió en ese tiempo para preparar sepulturas.
Su origen se inicia cuando adrian los vecinos acuerdan construir una hermita bajo la advocación de San Miguel Arcángel, el 18 de septiembre de 1695, celebrándose misa en la misma, en marzo de 1702. Esta primera ermita debió ser de una sola nave, a dos aguas, sin capilla mayor y rodeada de un muro almenado, tal y como se aprecia en la pintura del banco del retablo que representa la Batalla de Tamacite, acaecida en 1740.
El 21 de marzo de 1764 sus feligreses deciden construir la capilla mayor, postergándose su edificación a 1782 a cargo del maestro Juan Cabrera de la Rosa. El 22 de diciembre de 1787, Tuineje quedó constituido en Beneficio independiente por decreto del obispo D. Antonio Martínez Plaza. Ya entonces la ermita tendría construida la capilla mayor y la torre de cantería oscura.
Para estar a la altura del nuevo rango como Iglesia de todo un Beneficio, los vecinos deciden ampliar el templo levantando la nave del evangelio, siendo probablemente el maestro de la nueva nave Manuel Rodríguez del Pino, tal y como insinúa un descargo de cuentas del siglo XVIII. Las paredes de esta nave fueron levantadas por los pedreros Juan Joseph y Diego Rosas y las nuevas esquinas las labró el pedrero José de Zerpa. La plantilla de la puerta de la Iglesia se debe al pintor carpintero Juan Bautista Bolaños y los pilares de cantería con sus arcos a los maestros Francisco Martín y su hijo Diego Martín.
Al construirse la nave izquierda, la torre sufrió, probablemente, un derrumbe parcial quedando sus restos fajados en medio del doble hastial. No corrió con igual suerte la capilla mayor de la nave antigua que se sorbió en ese tiempo para preparar sepulturas.
Su origen se inicia cuando adrian los vecinos acuerdan construir una hermita bajo la advocación de San Miguel Arcángel, el 18 de septiembre de 1695, celebrándose misa en la misma, en marzo de 1702. Esta primera ermita debió ser de una sola nave, a dos aguas, sin capilla mayor y rodeada de un muro almenado, tal y como se aprecia en la pintura del banco del retablo que representa la Batalla de Tamacite, acaecida en 1740.
El 21 de marzo de 1764 sus feligreses deciden construir la capilla mayor, postergándose su edificación a 1782 a cargo del maestro Juan Cabrera de la Rosa. El 22 de diciembre de 1787, Tuineje quedó constituido en Beneficio independiente por decreto del obispo D. Antonio Martínez Plaza. Ya entonces la ermita tendría construida la capilla mayor y la torre de cantería oscura.
Para estar a la altura del nuevo rango como Iglesia de todo un Beneficio, los vecinos deciden ampliar el templo levantando la nave del evangelio, siendo probablemente el maestro de la nueva nave Manuel Rodríguez del Pino, tal y como insinúa un descargo de cuentas del siglo XVIII. Las paredes de esta nave fueron levantadas por los pedreros Juan Joseph y Diego Rosas y las nuevas esquinas las labró el pedrero José de Zerpa. La plantilla de la puerta de la Iglesia se debe al pintor carpintero Juan Bautista Bolaños y los pilares de cantería con sus arcos a los maestros Francisco Martín y su hijo Diego Martín.
Al construirse la nave izquierda, la torre sufrió, probablemente, un derrumbe parcial quedando sus restos fajados en medio del doble hastial. No corrió con igual suerte la capilla mayor de la nave antigua que se sorbió en ese tiempo para preparar sepulturas.

## Estructura

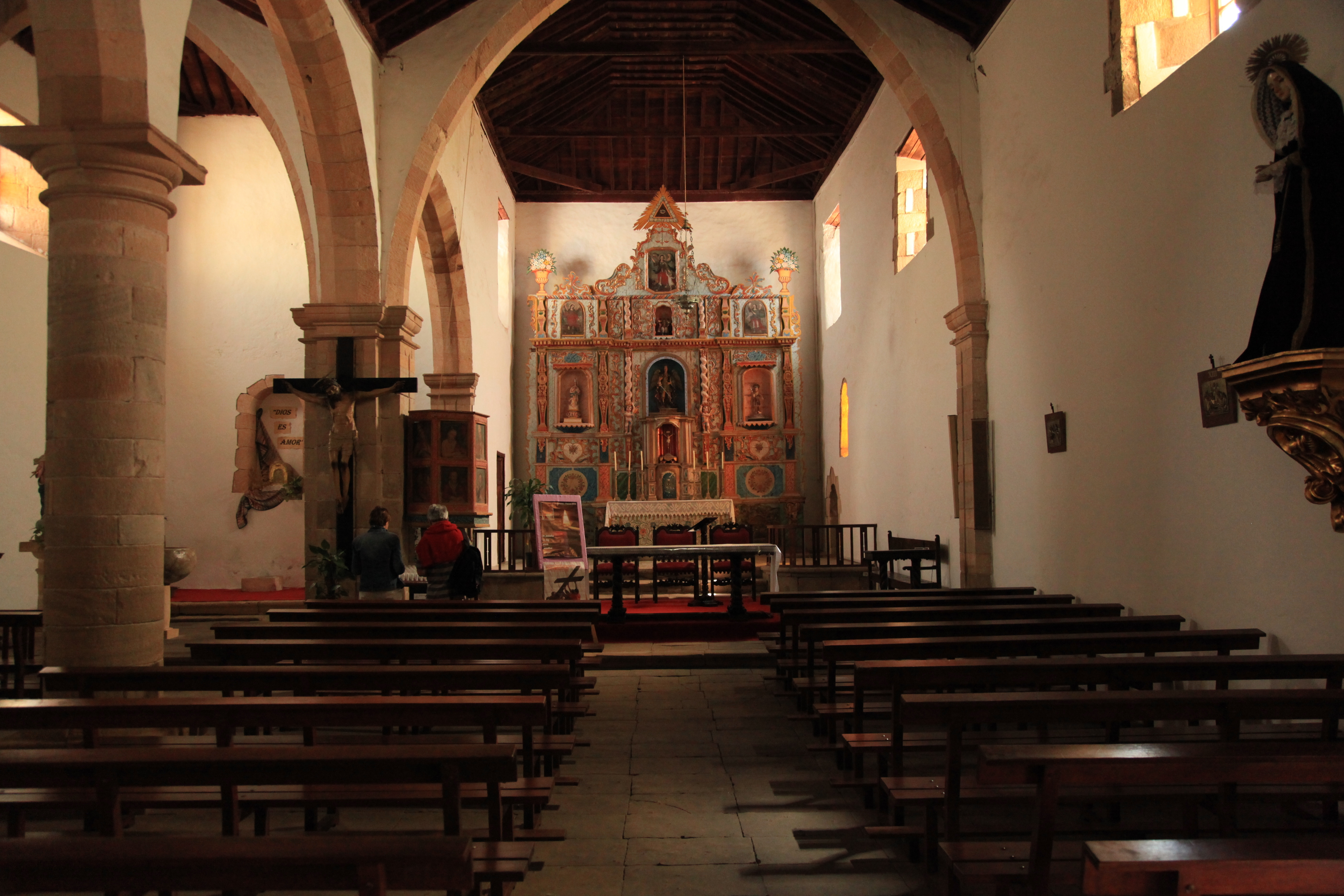
Interior de la iglesia

Como resultado de estas remodelaciones la actual iglesia presenta dos naves con sendas cubiertas a dos aguas y presbiterio diferenciado a cuatro aguas. Los accesos son tres, una puerta en cada muro lateral, ambas enmarcadas en cantería clara y rematadas en arco de medio punto y una tercera en la fachada principal. En los laterales de la iglesia hay sendos estribos, a la altura de la unión entre la nave y el presbiterio, para contrarrestar el empuje de la cubierta sobre los muros. La portada principal se abre en la nave de la epístola, enmarcada en cantería clara y rematada en arco de medio punto. Entre las dos naves se dispone un fuerte paramento en sillares de cantería oscura, que pueden ser los restos de la antigua torre. Ambas naves cuentan con un óculo en la parte superior del hastial. La torre-campanario está junto al lado de la epístola. En la cabecera se adosan dos sacristías; una situada junto al muro de la epístola con cubierta a cuatro aguas y teja, y otra tras el muro del testero de la nave del evangelio, con techo plano.
En el interior las dos naves están separadas por arcos de medio punto que descansan sobre columnas toscazas; los arcos mayores que separan la nave del presbiterio son en forma de ojiva. Las columnas y arcos están realizadas en cantería clara. A los pies de la nave de la epístola se encuentra el coro, realizado en madera y con escaleras de acceso en mampostería, adosada al muro sur.